# Michele Rocca (voetballer)
Michele Rocca (Milaan, 6 februari 1996) is een Italiaans voetballer, die bij voorkeur als middenvelder speelt.

## Clubcarrière

### Jeugd
Rocca is een product van de jeugdopleiding van Internazionale. Op 22 augustus 2012 werd hij verhuurd aan Novara. Hij kwam uit in de onder 17 van de club. In augustus 2013 werd de verhuurperiode met een seizoen verlengt. Hij zat vervolgens zevenmaal bij de wedstrijdselectie van het eerste elftal, maar tot een debuut in de Serie B kwam het niet. In juli 2014 keerde hij weer terug naar Milaan.  Hier werd hij in het seizoen 2014/15 een vaste waarde in de onder 20 van de Nerazzurri.

### Sampdoria
Op 31 augustus 2015 tekende Rocca een contract tot medio 2020 bij Sampdoria. Een maand later volgde zijn debuut in de Serie A. In de wedstrijd tegen Atalanta Bergamo kwam Rocca na 61 minuten het veld in als vervanger van Joaquín Correa. Rocca kwam dat seizoen echter weinig voor in de plannen van trainer Walter Zenga en diens opvolger Vincenzo Montella. Op 1 februari 2016 maakte Sampdoria bekend dat Rocca voor de rest van het seizoen op huurbasis bij Virtus Lanciano aan de slag zou gaan. Vijf dagen later maakte hij zijn basisdebuut in een met 0-2 gewonnen uitwedstrijd tegen Vicenza. Hij groeide uit tot vaste waarde en miste slechts een wedstrijd, toen hij als ongebruikte wissel fungeerde. Lanciano degradeerde aan het einde van het seizoen via de nacompetitie naar de Lega Pro.
In juli 2016 maakte Serie B-ploeg Latina bekend Rocca en diens ploeggenoot Gabriele Rolando voor het hele seizoen te huren, met een optie tot koop. Rocca speelde 26 competitiewedstrijden maar kon niet voorkomen dat de club op de laatste plaats eindigde, en degradeerde Rocca, net als het voorgaande seizoen. Latina Calcio besloot aan het einde van het seizoen om de optie tot koop van Rocca en Rolando niet te lichten en beide spelers keerden vervolgens terug naar Genoa. Bij zijn terugkeer kreeg Rocca te horen dat er geen plek voor hem was en dat hij opnieuw verhuurd zou worden. Hij bracht het seizoen 2017/18 bij twee clubs door. De eerste seizoenshelft speelde hij voor tweedeklasser Pro Vercelli. Hier kwam hij weinig aan bod, waarop hij het seizoen een niveau lager af mocht maken, bij FeralpiSalò.
Op 13 juli 2018 werd Rocca voor de duur van twee seizoenen verhuurd aan Livorno, dat zojuist was gepromoveerd naar de Serie B. Hij maakte een maand later zijn debuut voor Livorno in de tweede ronde van de Coppa Italia, tegen Casertana. Op 2 september maakte Rocca zijn competitiedebuut voor Livorno in speelronde 2 van het Serie B-seizoen, als basisspeler, tijdens een uitbezoek aan Pescara. Livorno zou de wedstrijd met 1-2 verliezen. Rocca bracht met Livorno het seizoen grotendeels door in de onderste regionen. Ze sloten de competitie echter af met twee overwinning en een gelijkspel en wisten hiermee handhaving te bewerkstelligen. Het volgende seizoen eindigde Livorno echter stijf onderaan met slechts vijf overwinningen uit achtendertig duels. 
Rocca's aflopende contract werd medio 2020 niet verlengt, waardoor hij zonder club kwam te zitten. Nadien kwam hij uit voor een aantal clubs actief op het derde niveau (Serie C), te weten Foggia, Novara, Catania en Avellino.